# 18180 Irenesun
18180 Irenesun è un asteroide della fascia principale. Scoperto nel 2000, presenta un'orbita caratterizzata da un semiasse maggiore pari a 2,2109529 UA e da un'eccentricità di 0,1587894, inclinata di 4,51412° rispetto all'eclittica.